# Gezīk
Gezīk (persiska: گزيک, Gezī) är en ort i Iran.   Den ligger i provinsen Khorasan, i den östra delen av landet, 800 km öster om huvudstaden Teheran. Gezīk ligger 1 210 meter över havet och antalet invånare är 108.
Terrängen runt Gezīk är platt söderut, men norrut är den kuperad. Runt Gezīk är det ganska glesbefolkat, med 30 invånare per kvadratkilometer. Närmaste större samhälle är Eshtīvān, 4,3 km söder om Gezīk. Omgivningarna runt Gezīk är i huvudsak ett öppet busklandskap.